# Liebe, Tod und viele Kalorien
Liebe, Tod und viele Kalorien ist eine deutsche Filmkomödie von Dietmar Klein aus dem Jahr 2001. Der Film folgt der gleichnamigen Buchvorlage von Christine Vogeley sehr frei. In der Hauptrolle ist Thekla Carola Wied zu sehen, tragende Rollen sind mit Annett Renneberg, Horst Janson, Nils Nelleßen, Jürgen Schornagel und Xenia Seeberg besetzt.
Auf der Seite des rbb wurde der Film mit den Worten angekündigt: „Charmante Geschichte um eine Frau, die den Mut hat, sich ihr Glück selbst zu zimmern.“

## Handlung
Paula Markmann, verheiratet mit dem Immobilienmakler Kurt, mag es gar nicht, dass ihr Mann sie immer „Moppelchen“ nennt. Nachdem sie gehörig abgenommen hat und wieder in fast dieselbe Kleidergröße wie vor zwanzig Jahren passt, findet sie das besonders unpassend. Leider fällt Kurt ihre Verwandlung noch nicht einmal auf.
Dann jedoch beansprucht der überraschende Tod ihrer Schwester Paulas volle Aufmerksamkeit. Die Beerdigungsfeierlichkeiten offenbaren, dass Barbara eine Tochter namens Maggie hatte. Das Mädchen ist etwa im selben Alter wie Paula und Kurts Sohn Daniel. Der Nachlass besteht aus dem heruntergekommenen Gasthof „Zum Schwan“ nebst angeschlossener Wohnung. Es handelt sich um das Elternhaus von Paula und Barbara. Maggie ist fest entschlossen, den Gasthof zu sanieren und wieder zu eröffnen. Paula ist beeindruckt von der Zielstrebigkeit der jungen Frau.
Den Gasthof umgibt ein sehr schönes Grundstück direkt an einem malerischen See gelegen. Das erweckt Kurts Interesse, da dieses Objekt geeignet wäre, um mit einer Hotelkette ins Geschäft zu kommen und das mit erheblichem Gewinn, wenn Kurts Plan aufgeht. Noch weiß Paula nicht, dass ihr Mann seit Langem eine heimliche Beziehung mit seiner erheblich jüngeren Fitnesstrainerin Verena hat. Da Paula Maggie bei ihren Plänen unterstützen möchte, sieht Kurt seine Pläne gefährdet und ist entschlossen, sich etwas einfallen zu lassen.

## Produktion, Veröffentlichung
Liebe, Tod und viele Kalorien wurde von Regina Ziegler mit ihrer Ziegler Film GmbH & Co. KG und der Degeto Film im Auftrag der ARD produziert. Die Redaktion für Degeto Film lag bei Renate Michel, die für den WDR für Monika Paetow.
Der Fernsehfilm wurde am 9. März 2001 im Programm der ARD Das Erste erstmals ausgestrahlt und bildet den Auftakt zur zweiten Staffel der ARD-Reihe „Lauter tolle Frauen“.

## Kritik
Die Kritiker der Fernsehzeitschrift TV Spielfilm zeigten mit dem Daumen zur Seite, vergaben für Humor, Spannung und Erotik je einen von drei möglichen Punkten und meinte: „Die Romanvorlage von Christine Vogeley hat entschieden mehr Witz“. Das Resümee der Kritiker lautete: „Kiloweise Ballaststoffe, null Nährwert. Lauter tolle Klischees – und Langeweile.“
Das Online-Portal Filmdienst befand: „Familienkomödie um eine Frau in den besten Jahren, die lernen muss, resoluter zu werden und das Glück in die eigenen Hände zu nehmen.“